# Отані Міо
Отані Міо (яп. 大谷 未央; нар. 5 травня 1979) — японська футболістка. Вона грала за збірну Японії.

## Клубна кар'єра
У 1998 році дебютувала в «Тасакі Пелуле». Наприкінці сезону 2008 року вона завершила ігрову кар'єру.

## Виступи за збірну
Дебютувала у збірній Японії 31 травня 2000 року в поєдинку проти Австралії. У складі японської збірної учасниця жіночого чемпіонату світу 2003 та 2007 років та Літніх олімпійських ігор 2004 року. З 2000 по 2007 рік зіграла 73 матчі та відзначилася 31-а голами в національній збірній.

## Статистика виступів
| Збірна Японії | Збірна Японії | Збірна Японії |
| Рік           | Матчі         | Голи          |
| ------------- | ------------- | ------------- |
| 2000          | 5             | 0             |
| 2001          | 11            | 9             |
| 2002          | 10            | 2             |
| 2003          | 14            | 13            |
| 2004          | 10            | 7             |
| 2005          | 7             | 0             |
| 2006          | 9             | 0             |
| 2007          | 7             | 0             |
| Загалом       | 73            | 31            |